# Madeleine Jaeger
Madeleine Jaeger (également appelée Madeleine Jossic ou Madame Henry Jossic, de son nom d'épouse) est une pianiste, compositrice et pédagogue française née à Mennecy le 16 août 1868 et morte à Leysin, en Suisse, le 6 octobre 1905.

## Biographie
Madeleine Jaeger entre très jeune au Conservatoire de Paris et obtient dès 1878 une première médaille de solfège, ainsi qu'une première médaille de piano préparatoire en 1880. Elle réalise ensuite un parcours complet au sein de l'établissement, en étant l'élève de Bazille pour l'accompagnement (1er prix en 1885), de Lenepveu pour l'harmonie (1er prix en 1886), de Duvernoy pour le piano (1er prix en 1889), et de Guiraud pour la composition (1er prix de contrepoint et fugue en 1891), devenant ainsi la première femme à obtenir six récompenses au sein du Conservatoire. 
À l'issue de sa scolarité, elle est une concertiste réputée, crée la Bourrée fantasque de Chabrier lors d'un concert à la Société nationale de musique en 1893, se produit régulièrement en soliste avec les Concerts Lamoureux, organise des récitals thématiques et accompagne le violoniste Jacques Thibaud.  
Épouse du compositeur Henry Jossic depuis 1891, elle est décorée des Palmes académiques en 1894 (en tant qu'officier d'académie, puis promue officier d'instruction publique en 1900) et est nommée professeur de solfège au Conservatoire en 1896, poste qu'elle occupe jusqu'en 1899. 
Atteinte de tuberculose pulmonaire, malgré une cure d'un an dans un sanatorium de Leysin, elle meurt de la maladie dans cette commune du canton de Vaud le 6 octobre 1905 et est inhumée à Clarens. 
Comme compositrice, outre ses travaux d'étudiante au Conservatoire (une Fantaisie pour piano et violon en 1890 et un Benedictus pour voix, harpe, violoncelle et orgue en 1891 par exemple), sont conservées à la Bibliothèque nationale de France deux mélodies pour voix et piano, publiées chez Paul Dupont à Paris.

## Œuvres
- La Chanson du rouet, mélodie pour mezzo-soprano (ou soprano) et piano, poésie de Leconte de Lisle, (1891)[17]
- Les Étoiles mortelles, mélodie pour mezzo-soprano (ou soprano) et piano, poésie de Leconte de Lisle, (1891)[18]

## Distinctions
- Officier de l'Instruction publique, 1900[19].

## Discographie
- La Chanson du rouet et Les Étoiles mortelles, Cyrille Dubois (ténor) et Tristan Raës (piano), in Compositrices, New Light on French Romantic Women Composers (Mel Bonis, Lili et Nadia Boulanger, Marthe Bracquemond, Cécile Chaminade, Hedwige Chrétien, Marie-Foscarine Damaschino, Jeanne Danglas, Louise Farrenc, Clémence de Grandval, Marthe Grumbach, Augusta Holmès, Madeleine Jaeger, Marie Jaëll, Madeleine Lemariey, Hélène de Montgeroult, Virginie Morel, Henriette Renié, Charlotte Sohy, Rita Strohl, Pauline Viardot), 8 CD, vol. 7, Bru Zane, 2023[20],[21].